# 週刊トロ・ステーション
『週刊トロ・ステーション』とは、ソニー・コンピュータエンタテインメントによって提供されていた、PlayStation 3 (PS3) およびPlayStation Portable (PSP) 向けのソフトウェア。略称は「週トロ」。PlayStation Vitaでは、みんなといっしょ内でニュースの視聴が可能だった。2013年3月28日をもって一部サービスが終了し、9月末には完全にサービスが終了した。

## 概要
『まいにちいっしょ』内のトロ・ステーション放送終了日である2009年11月11日から後継ソフトとしてPlayStation Storeで無償配信されていたソフト。『まいにちいっしょ』で配信されていた番組名がそのままソフト名となった。
コンピュータゲームやアニメの紹介、著名人へのインタビュー、グルメ情報、歴史上の人物の意外な一面などさまざまな情報を白ネコの「トロ」と黒ネコの「クロ」がコント形式で紹介するコーナーがメイン。「まいにちいっしょ」とは違い週一回の更新となっている。初回放送（第1号）での特集ゲームは『人喰いの大鷲トリコ』と『初音ミク -Project DIVA-』、最後の（第175号、最終回にあたる第176号ではゲームの特集がなかった）特集ゲームは『ソウル・サクリファイス』であった。
トロの住む家の内装や庭にアイテムを飾ったり、ミニゲームを遊ぶ「ゲームセンター」、飾るアイテムを購入するショップなどの要素も継承されている。『まいにちいっしょ』では多くのアイテムを直接現金で購入できたが、今作では「みャイル」（ゲーム内ポイント）を使っての購入が主な手段となった。これに伴いPS3版では「まいいつSTORE」と「みャイルSHOP」が統合し「みャイル百貨店」に、PSP版では「みャイルSHOP」と「クロの雑貨屋さん」になった。月契約で様々な特典が受けられるされる「プラチニャ会員」が新設された。
2010年4月22日よりゲーム内に登場する空き地や洋館など、トロが暮らす町をイメージした特設ラウンジ「週刊トロ・ステーション ラウンジ」がPlayStation Home内にオープンした。
2010年11月11日（週トロ1周年記念日）にアップデートとして一部機能が追加された。
2010年12月3日に開催されたPlayStation Awards 2010にて、PlayStation Store特別賞を受賞した。
2011年9月にPS3版とPSP版を合わせたダウンロード数累計100万件を達成した。
2011年12月1日にPS3版で2回目のアップデートが行われ、torneのライブ機能のシステムを応用したTwitter連動機能（連動機能が使える記事でトロステを見ながらTwitter上のツイートを読み書きできる）、PlayStation Vitaでリリースされた『みんなといっしょ』との間での閲読履歴共有機能が追加された。また、同月17日からは『みんなといっしょ』でもニュース記事を視聴できるようになった。

## 主要キャラクター
基本設定は『どこでもいっしょ#主要キャラクター』及び『まいにちいっしょ#主要キャラクター』に準ずる。
トロ
人間になりたがっている『どこでもいっしょ』シリーズ主人公の白ネコ。前作『まいにちいっしょ』で住んでいたアパートの大家が替わり、それによってアパートの取り壊しと跡地へのショッピングセンターの建設が決定していた。しかし、「アパートに誰も住んでいない」と工事担当者が早合点したことで解体作業が開始されてしまい、トロは数日の猶予の後にやむなくアパートから立ち退くことに。立ち退き後、アパートの代わりとしてクロが見つけた「新しい家」は空き地であり、野宿を強いられることとなった。
クロ
「人間みたいなネコ」と評される、トロの相方の黒ネコ。週刊化に伴い、トロステにおける「クロ枠」の割合・内容の濃さをエスカレートさせようと画策している。初期はフルスロットルで飛ばしていたが、プロデューサー的にはよろしくないようで、最近では事前に亜空間に閉じ込めて身動きを取れなくさせるなど暴走は抑え気味である（最近はそれをも打ち破ってきたが）。
プロデューサーから「プラチニャ会員が大勢加入すれば一回だけ『クロ・ステーション』をやってもいい」と言われた。その後、週トロ1周年記念として正式に実施され大喜びするが、連れてこられたのは過去の数々の暴挙を懺悔させるために『ひょうきん懺悔室』を模した、ピエールが神父役、ニャバターがキリスト役の「クロ懺悔室」であった。しかも、半月経たずに再び、その約一月後に3度目の懺悔室送りに遭った。
週トロ以後は野望を果たすべくいろんな職業に就こうとしているが、あまりに無茶すぎる欲望+そもそも素質ゼロのため毎回すぐに挫折しており、そのことを他のポケピ達にも咎められている。（詳しくはトロ・ステーションの『クロ歴史』を参照。）
ジュン
相変わらずアイドルを目指している乱暴ワガママウサギ。週トロ劇場ではキツめな女役が多い。
他のポケピからは嫌がられることが多い｡
ピエールともに乙女向けゲーム紹介「オト☆ステ」を始めたが、ファンが付かず長くは持たなかった｡
リッキー
相変わらずの格闘バカっぷりを披露しているカエル。トロステ劇場時はキャラブレイカーとして有名。（櫛枝 実乃梨、シャア・アズナブルなど）「帰れ」と言われると「とんでもねぇ、オラは○○ダス。」と反論する。クロが事情により出られない場合、代打として出ることも多い。
ビッキー
時折登場する赤いリッキー。通称「赤い水棲」当然3倍速く動ける。性格などは変わらないが強敵として登場することが多い。ネタ元はレッドビッキーズより。赤いのは体色素の変化などでなく単にペンキを塗っているだけである。
ピエール
月面基地に頼みファッションコーナーを新設してもらうなどポケピの中では一番まともなイヌ。しかし、第6号での『プリズン・ブレイク』紹介時の担当から若本ボイスが定着してしまっている。
スズキ
まいいつ時代同様科学技術系のネタによく登場するロボット。「100万トンのバラバラ」で解体されたり、宇宙に飛ばされたまま帰ってこれなかったりと不憫な役回りが多い。最近はハードなゲーム（暴力表現などトロには過激すぎるゲーム）ではトロに代わりクロの相方をすることも。
テレビさん
トロの部屋に置いてある古めかしい外見のしゃべるテレビ。今回からは「小料理屋九八〇円」（第40号からは「純喫茶980円」）を営んでおり、編集後記と打ち上げをトロ、クロ、ニャバターとともに行っている。週トロになってからコスプレ出演率が上がっている。地上デジタル対応が「まいいつ」時代からの課題であったが、第19号でPlayStation 3とtorneを接続する手術を受け、実現と相成った。本作から侮蔑的なニュアンスが強い「980円」よりも「てれびん」という新しい愛称が使われることが多くなった。
プロデューサー
どこからともなく煙のように現れ、姿形も煙のような紫色の猫の姿をした、『週トロ』の全権を握るプロデューサー。『まいにちいっしょ』末期にゲストで登場していたが、今作からは頻繁に登場するようになる。一人称が「わらわ」、語尾が「じゃ」など昔の高貴な女性の口調が特徴。開始当初はプラチニャ会員増加に向けて躍起になっていた。友達が少ないのが悩みの種であり、ポケピ達に頼んで工作してもらったことも。クロとは犬猿の仲で容赦無くおしおきを与えるがトロにはやさしくしている。トロステやポケピ達を自分や上司のため（つまりは自分の出世のため）に使っているが毎回失敗している。トロを含む他のポケピにとっては上司のような存在であって友達とは思われておらず、プロデューサー自身は友達をほしがっている。
満月ちゃん
トロステの開発チーム（通称“月面基地のうさぎさん”）からの使者であるという設定はまいいつ時代から受け継ぎつつ、月に一度のプラチニャ会員専用ニュースにレギュラーとして登場するようになった。テレビさんの中のキャラクターの耳を長くしたデザインで描かれる。会員限定のウラ話やアンケート結果発表、特典カレンダーの配布などを行う。本編では「満月チェック」と称した解説を行っているが、かなり大雑把かつネタ満載なため解説になっていないことが多い。初日の出ちゃんと同一キャラであることを示唆する発言が第113号にある。
初日の出ちゃん
新年になって、初のトロステーションで出てくるありがたいお日様。登場しない年や、前年末に登場することもあり、出現条件ははっきりしない。

## おかいもの
前作の「まいいつSTORE」と「みャイルSHOP」が統合し「みャイル百貨店」にリニューアルした。これにより前作で課金となった「まいいつSTORE」のアイテムもみャイルで購入できるようになった。ただし、プラチニャ会員にならなければ旧みャイルSHOPの商品しか買う事が出来ず、全商品を買うためにはプラチニャ会員への加入が必要となる。
今回からトロステ本編との連動企画もあり、通常では会員しか買えない商品も格安で手に入ることができる回が始まった。ただし、あくまで販売されたセットとして購入するのが条件であり、バラ売りはできない。もちろん購入後は好きなようにエディット出来る。また、気に入らなかった場合は次のトロ・ステーション配信までに返品することも可能となっている（代金は返却される。その後の再購入、再返却も期間内であれば可能）。
『みんなといっしょ』ではトロステを視聴することで「みんいつポイント」が得られる。ただし、PS3との間で閲読履歴を同期させている場合、先に見た方でポイントが得られる形となっており、PS3で先に見るとみャイルが得られるが、みんいつポイントを得られない、もしくはその逆となる。

## ゲーム
前作では別枠として存在した「まいにち右脳ランキング」「まいにち右脳バトル」「まいにちピクチャーしりとり」がゲームセンターに統合され、全てのゲームが「ゲームセンター」で遊べるようになった。これによりゲーム数は10に増えた。すべて誰でも無料で遊ぶことが出来る。遊べるコスプレゲームは定期的（毎月第2金曜日の18時ごろ）に入れ替えが行われる。
カプセルトイはアップデートによりカプセルセンターとしてゲームセンターの2階に移転。また、カプセル台をからっぽにするとそのカプセル台がもらえる。さらに「カプセルキャッチャー」としてUFOキャッチャーで任意のカプセルを獲得できるようになった。カプセルの中身は事前に確認できない。一部のシリーズは全種類を集めるとコンプリート特典が用意されているが、コンプリートガチャ問題によって規制対象になることから、コンプリート特典は2012年6月1日18時ごろをもって終了する。

## プラチニャ会員
本ソフトにおける前作との最大の違い。加入することによって、以下の特典が得られる。
なお、料金はPS3、PSP共通では30日間800円。PSP版のみの利用は「プラチニャP」会員となり、30日間500円となる。2010年11月からは新コースとして60日コースと90日コースが追加された（プラチニャ会員は60日1500円、90日2200円。プラチニャP会員は60日950円、90日1400円）。なお既存加入者がコースを変更するには、現在加入しているコースの期間が終了するのを待つ必要がある。
プラチニャ会員は初期設定で自動更新が有効になっているため、プラチニャ会員の期限が切れたときにウォレットに必要な残額があるかクレジットカードからの自動チャージが有効になっていればプラチニャ会員は自動的に継続される。逆にプラチニャ会員の継続を希望しない場合、またはコースを変更する場合は、自動更新を停止しておかないと自動でその時点で加入しているコースのまま更新される可能性があるため、注意が必要である。

### 共通サービス
会員専用ニュース閲覧
会員専用のニュースやミニコーナーを見ることが可能となる。このコーナーで題材を募集するなど、会員がニュース作りに参加することになる。
バックナンバー閲覧
過去に配信されたニュースのバックナンバーをいつでも見ることが可能となる。
新しい部屋へ引越し
上述のように無料会員の場合では、トロは屋外（空き地）に住んでいる状態となっているが、プラチニャ会員になるとプレイヤーがオーナーとなり洋館に住ませることが可能となる。
トロ・ステーションの配信時間が金曜18時ごろからに
通常では金曜24時ごろ配信開始だが、プラチニャ会員は金曜18時ごろからの配信で先に見ることが可能となる。
ニュース終了時に「みャイル」に会員ボーナスが付加
みャイルが倍増（基本額+クイズなどのボーナスに金の招き猫ボーナスを加算し、さらに宝船ボーナスを加算した金額を倍）となる。 みャイルがもらえる会員専用ニュースも対象であり、バックナンバーで初見のニュースを閲覧した場合も倍増される。
『みんなといっしょ』連動特典
既にプラチニャ会員になっている場合、『みんなといっしょ』でも会員専用ニュースの閲覧、バックナンバーの閲覧、配信時間が会員のみ繰り上げ、ポイントの会員ボーナスが適用されるほか、名刺ショップにプラチニャ会員のみ購入できるデザインの名刺が追加されている。

### PS3のみ
庭の面積の拡大
庭の面積が拡大し、カスタマイズの幅を広げることが可能となる。
みャイル百貨店の取り扱いアイテムが増える
みャイル百貨店で取り扱われるアイテムが無料会員に比べ大幅に増え、全てのアイテムが購入可能になる。
ファッションショーへの参加が可能に
前作まではすべての会員が参加できたファッションショーは、プラチニャ会員専用コンテンツとなった。
高性能カメラのライセンス(動画・静止画)
動画カメラは高解像度でのYouTubeへのアップロードが可能になり(録画時間も増える)、スクリーンショットの解像度が最高1920×1080まで選択可能、1回起動時に最高48枚撮影可能となる。
ニャバターアクションが増える
トロ・ステーションで使用されているアクションがほとんど使用可能になる。新規のアクションも追加されている。
ニャバター模様の増加
通常よりも20種類多くニャバターの模様が選べる。
コレクションルームの追加
お部屋・庭よりも大量かつ自由にアイテムを置けるコレクションルームが使えるようになる。置けるアイテムは庭・お部屋アイテムどちらとも可能。ただし、白騎士物語等身大ポップなど巨大すぎる物や、カーテンなどの窓用アイテム、モビールなどの吊り下げアイテムは不可。トロではなくクロが一緒についてくる。
クロのつぶやき
アップデートと同時に「クロが屋根裏部屋に住む」という設定が追加され、待機画面でときおりクロがつぶやくようになる。つぶやく言葉の中には、その週に配信されたニュースの内容に関連したものもある（裏話・感想・ネタなど）。
お庭の時間設定の変更
お庭の時間（通常は本体時間によって昼・夕方・夜に変わる）を任意の時間に変えることができる。
継続特典が追加
プラチニャ会員を30日継続するごとに、アイテム「ポケピの宝船」のパーツがもらえる。分冊百科のように6つ（累計180日）集めると完成する。完成した状態で部屋に飾ると獲得みゃイルが30%増加（基本額+クイズなどのボーナスに金の招き猫ボーナスを加算した金額にさらに30%分を加算）な効果が表れる。
なお、1ニュースにおける最大獲得額（クイズなどのボーナスが無い場合）は260みゃイル（基本額50+金の招き猫ボーナス（最大100%）50+宝船ボーナス（30%）30+プラチニャ会員ボーナス（2倍）130）となる。ボーナスが発生するニュースの場合はこれを上回ることも可能。
継続特典第2弾
上記「ポケピの宝船」を完成させてから更に継続すると「不思議なたまご」がもらえ、30日ごとに成長を見ることができる。最後まで成長させると「カモメロ」（カモのメロディの略）というオルゴールが誕生し、メロディを聴くことができるようになる。

### PSPのみ
みャイルSHOPでの買い物が可能に
前作までのまいいつSTOREはPSPではみャイルSHOPへとリニューアルし、プラチニャ会員専用コンテンツとなった。またこれまではPlayStation Storeのウォレットから現金引き落としだったのが、このリニューアルでみャイルでの支払いへと変更された。
「まいにちいっしょポータブル」のコスプレゲームがプレイ可能に
これまで配信されたコスプレゲームが追加料金無しですべてプレイ可能となった。

## 特別配信または配信停止した週
毎週金曜の配信が基本であるが、金曜以外に配信したり諸事情により配信できなかった週がある。金曜以外に配信された項目に関しては、曜日を表記する。
- 2009年11月11日(水)配信分（第0号） - 新サービス開始の挨拶、PS3発売&トロステ開始3周年記念、PSP go発売記念として配信。
- 2010年4月1日(木)配信分（第21号） - エイプリルフールのための臨時配信。翌4月2日には通常回の配信が行われた。
- 2011年3月18日配信分（第72号） - 東日本大震災による電力危機に配慮して配信を延期[7]。第71号の「純喫茶980円」で予告された内容は「涼宮ハルヒの追想」と「見よ!科学の力!」であったが、実際に配信された第72号の内容は「コーエーテクモゲームス訪問」と「長島☆自演乙☆雄一郎と桃井はるこへのインタビュー」に差し替わり、「純喫茶980円」との食い違いが生じることとなった。「見よ!科学の力!」は「JAXA相模原キャンパス紹介」として第75号で配信され[8]、「涼宮ハルヒの追想」は発売が5月に延期されていたこともあって発売直前にあたる2011年5月20日配信分（第81号）に配信された。
- 2011年3月31日(木)配信分（第73号） - 2010年に続き2度目のエイプリルフール臨時配信（プラチニャ会員は当日18時ごろ・無料会員は翌日0時ごろ）。翌4月1日18時ごろには通常回の配信が行われた。
- 2011年4月22日〜5月6日配信分（第77号〜第79号） - PlayStation Network個人情報流出事件によりサービスの基盤となるPlayStation Networkが4月21日より停止したことで視聴不可能な状態となり、配信を休止。代替措置としてニコニコ動画の公式チャンネル「とろちゃ」上にニュースの一部を配信（5月12日までの期間限定）[9]。
- 2011年5月13日〜7月1日配信分（第80号〜第87号） - PlayStation Networkの停止が続くため、全面再開までの期間中は「とろちゃ」上での代替配信を継続することになった（全面再開から一定期間後に配信終了。前項の配信分も同様の配信期間に変更）。[10]なお、PlayStation Networkの復旧後は、無料会員向けにプラチニャ会員証、プラチニャP会員証30日分が期間限定で無料配布された。